# Josep Manuel Granadero Lorca
Josep Manuel Granadero Lorca (Cornellà de Llobregat, Baix Llobregat, 23 de març de 1972) és un atleta i corredor de curses de muntanya i curses de fons.
Com a membre del Centre Excursionista d'Abrera, ha estat guanyador en multitud de curses de muntanya, tant en ruta com en pista. Entre els seus millors resultats hi ha la victòria en el Campionat de Catalunya de 10 quilòmetres del 1999, o en el de mitja marató del 2007, i en el de curses de muntanya del 2010. A escala estatal fou tercer classificat en el Campionat d'Espanya de marató el 2007, i a escala internacional fou campió del món de curses de muntanya (Buff Skyrunner World Series) per equips amb la selecció catalana els anys 2005 i 2006. També és entrenador del Club Atlètic Abrera. Altres probes en les quals ha fet podi han estat la clàssica Pujada Igualada-La Tossa de Montbui del 2009, quedant en primera posició, o la Marató del Mediterrani del 2007, en la qual va quedar en tercera posició.